# 2014年ソチオリンピックのイスラエル選手団
2014年ソチオリンピックのイスラエル選手団（2014ねんソチオリンピックのイスラエルせんしゅだん）は、2014年2月7日から23日までロシアのソチで開催されたソチオリンピックイスラエル選手団の名簿。

## 選手団
- 人員: 選手 5人
- 開会式旗手: ウラジスラフ・ビカーノフ

## アルペンスキー
- ヴィルジル・ヴァンデプト

男子大回転 (棄権)

## フィギュアスケート
- オレクシイ・ビチェンコ

男子個人 (21位、177.06)
- アンドレア・ダヴィドヴィッチ、エフゲニー・クラスノポルスキー

ペア (15位、147.73)

## ショートトラックスピードスケート
- ウラジスラフ・ビカーノフ

男子500m (予選敗退、3着、41.769)
男子1000m (予選敗退、3着、1:27.796)
男子1500m (予選敗退、4着、2:21.163)